# موتور چراغ میر اسفندی
موتور چراغ میر اسفندی یک منطقهٔ مسکونی در ایران است که در دهستان جلگه چاه هاشم واقع شده‌است.